# (9896) 1996 BL17
A (9896) 1996 BL17 a Naprendszer kisbolygóövében található aszteroida. A Lincoln Laboratory ETS fedezte fel 1996. január 22-én.